# Allocosa delagoa
Allocosa delagoa este o specie de păianjeni din genul Allocosa, familia Lycosidae, descrisă de Roewer, 1959.
Este endemică în Mozambic. Conform Catalogue of Life specia Allocosa delagoa nu are subspecii cunoscute.